# Новофедоровське
Новофе́доровське (рос. Новофёдоровское, башк. Яңы Федоровка) — присілок у складі Стерлітамацького району Башкортостану, Росія. Адміністративний центр Ашкадарської сільської ради.
Населення — 328 осіб (2010; 324 в 2002).
Національний склад:
- башкири — 41%
- росіяни — 33%